# Lake Meade
Lake Meade é uma Região censo-designada localizada no estado norte-americano de Pensilvânia, no Condado de Adams.

## Demografia
Segundo o censo norte-americano de 2000, a sua população era de 1832 habitantes.

## Geografia
De acordo com o United States Census Bureau tem uma área de
3,7 km², dos quais 2,6 km² cobertos por terra e 1,1 km² cobertos por água.

## Localidades na vizinhança
O diagrama seguinte representa as localidades num raio de 12 km ao redor de Lake Meade.